# Sielsowiet Wołczyn
Sielsowiet Wołczyn (s. wołczyński, błr. Воўчынскі сельсавет, ros. Волчинский сельсовет) – sielsowiet na Białorusi, w obwodzie brzeskim, w południowo-zachodniej części rejonu kamienieckiego. 
Siedzibą sielsowietu jest Wołczyn. Jednostka podziału administracyjnego sąsiaduje na północy z sielsowietem Ogrodniki, na południu i wschodzie z sielsowietami rejonu brzeskiego: Łyszczyce i Motykały.  Ponadto sielsowiet znajduje się przy granicy z Polską, przez co poprzez Bug graniczy na zachodzie z polskimi gminami: Janów Podlaski i Konstantynów, leżącymi w powiecie bialskim województwa lubelskiego, oraz z gminą Mielnik, znajdującą się już po prawej stronie Bugu i wchodzącą w skład powiatu siemiatyckiego województwa podlaskiego. 
W skład sielsowietu wchodzi obecnie 18 miejscowości:
| Polska nazwa miejscowości | Nazwa białoruska             | Nazwa rosyjska               | Typ jednostki osadniczej |
| ------------------------- | ---------------------------- | ---------------------------- | ------------------------ |
| Dębowe (Dębowo, Dubowe)   | Дубовае (Dubowaje)           | Дубовое (Dubowoje)           | wieś                     |
| Hrymiacze                 | Грамяча (Hramiacza)          | Гремяча (Griemiacza)         | wieś                     |
| Hrymiacze                 | Грамяча (Hramiacza)          | Гремяча (Griemiacza)         | chutor                   |
| Kostary (Kostery)         | Кастары (Kastary)            | Костари (Kostari)            | wieś                     |
| Kotera                    | Кацера (Kaciera)             | Котера (Kotiera)             | wieś                     |
| Krynki                    | Крынкі                       | Крынки                       | wieś                     |
| Mielniki                  | Мельнікі                     | Мельники                     | wieś                     |
| Nowosiółki                | Навасёлкі (Nawasiołki)       | Новоселки (Nowosiełki)       | agromiasteczko           |
| Ogrodniki                 | Агароднікі (Aharodniki)      | Огородники (Ogorodniki)      | wieś                     |
| Orla                      | Орля                         | Орля                         | wieś                     |
| Ponikwy                   | Паніквы (Panikwy)            | Паниквы (Panikwy)            | wieś                     |
| Rudawiec                  | Рудавец                      | Рудавец                      | wieś                     |
| Siwki                     | Сіўкі (Siŭki)                | Сивки (Siwki)                | wieś                     |
| Stawy                     | Ставы                        | Ставы                        | agromiasteczko           |
| Użyki                     | Вужыкі (Wużyki)              | Ужики                        | wieś                     |
| Wieliczkowicze            | Вялічкавічы (Wialiczkawiczy) | Величковичи (Wieliczkowiczi) | wieś                     |
| Wołczyn                   | Воўчын                       | Волчин                       | wieś                     |
| Złomyśle (Złomyśl)        | Загарадная (Zaharadnaja)     | Загородная (Zagorodnaja)     | wieś                     |

W okresie międzywojennym miejscowości sielsowietu należały do gminy Wołczyn w powiecie brzeskim województwa poleskiego II Rzeczypospolitej.